# GPS Portland Phoenix
GPS Portland Phoenix é uma agremiação esportiva da cidade de Portland, Maine. Atualmente disputa a Premier Development League.

## História
O GPS Portland Phoenix foi fundado em 2009 após a aquisição dos direitos da franquia do que antes era o Cape Cod Crusaders. Seu primeiro jogo oficial foi no dia 9 de maio de 2009 contra o Westchester Flames.
Em 2012 a empresa Global Premier Soccer adquiriu a equipe e adicionou o GPS ao nome.